# 알 필로 데 라 무에르테
《알 필로 데 라 무에르테》(스페인어: Al filo de la muerte)은 1991년 방영된 멕시코의 텔레노벨라이다.